# Copitarsia indecora
Copitarsia indecora är en fjärilsart som beskrevs av Köhler 1953. Copitarsia indecora ingår i släktet Copitarsia och familjen nattflyn. Inga underarter finns listade i Catalogue of Life.